# Тельч
Тельч (чеськ. Telč, нім. Teltsch, лат. Telcz) — місто в південно-західній Моравії у Чехії. З 2000 року входить до складу адміністративної області Край Височіна. Місто-музей, перший об'єкт з Чехії у списку об'єктів Світової спадщини ЮНЕСКО.

## Історія
Перша письмова згадка про Тельч датується 1315 роком. У 1333 р. маркграф Карел (згодом чеський король і німецький імператор Карл IV) придбав Тельчський замок. У 1339 р. замок у короля викуповує Олдржих Вітковіц з Градця. Навколо замку вже виросло місто, а біля замкових стін розкинулася велика торгова площа, оточена купецькими будинками. Унікальна форма Тельча була обумовлена тим, що з одного боку розростання кварталів обмежували рів і за́мкова стіна, з іншого — ставки. У XVI столітті замком і містом володіли сеньйори з Градця.
На честь Захарія з Градця названа головна (ринкова) площа міста. При ньому замок перебудовується в стилі ренесансу майстрами Антоніо Влачем і Бальдассаром Магджі де Роніо. Фасади будинків на головній площі також були перебудовані в стилі ренесансу та бароко.
У 1604 році рід сеньйорів Градця перевівся по чоловічій лінії, і місто стало власністю родини Славата. Наступний етап розвитку міста цілком належав єзуїтському орденові — в місті були побудовані єзуїтський коледж і кілька шкіл, астрономічна обсерваторія, музичне училище і одна з найкрасивіших міських церков. У XVII столітті Тельч перейшов під володіння роду Ліхтенштейн і залишається тихим провінційним містечком до теперішнього часу.
У 1971 році місто було оголошено архітектурним заповідником, а з 1992 року включене до списку культурної спадщини ЮНЕСКО. З 1995 року державний замок Тельч є також національним пам'ятником культури.

## Пам'ятки
Місто займає територію з площею 9 га та містить 85 історичних пам'яток. Його центром є ренесансний замок. Золотий зал у північній частині замкового комплексу вирізняється тонкою позолотою стелі, що оздоблена у 1561 році, і демонструє значний вплив італійського мистецтва. Останній етап реконструкції був здійснений під наглядом Бальдасара Маджіо де Аронго і відноситься до кінця XVI століття. До найцікавіших пам'яток відносяться:
- Захарієва площа. Спочатку Старе місто Тельча було побудоване з дерева, але у 1386 році воно згоріло за одну ніч. Будинки були відбудовані заново з каменю, а після перебудови замку фасади будинків були також перебудовані в стилі ренесансу і бароко. Всі будинки на площі об'єднані спільними аркадними галереями і зберегли свій вигляд з середньовіччя. Будинки № 15 і № 61 прикрашені особливо цінними фресками в техніці сграффіто.
- Фрагменти замкової стіни XIII—XIV ст. Верхні (біля вежі Святого Духа, 1629 р.) та Нижні (біля замку, 1579 р.) ворота міста.
- Церква Святого Духа (XIII століття), пізніше перебудована в романському стилі, 49 метрів заввишки. Від дзвонів XVII століття залишилися тільки два.
- Маріанська колона. Створена скульптором Ліпартом за допомогою місцевого муляра Нойвірта в 1718 році на кошти дружини бургомістра Годової.
- Фонтани на площі.
- Ратуша (зараз всередині розміщене турбюро).
- Церква Святого Якова (1360—1370 рр.). У XV столітті побудована заново. У великій гробниці церкви зберігається прах Захарія з Градця, а у вестибюлі поховані містяни, загиблі під час Першої світової війни. На 60-метровій дзвіниці зносяться два рідкісних за красою звучання дзвони.
- Церква Імені Христового, єзуїтська, 1669 року. Поряд єзуїтський колегіум і єзуїтський монастир.
- Старе місто на березі озера, за 15 хвилинах пішки від Захарієвої площі: площа Богоматері, Мадонна (1673 р.), капела Богоматері (1572 р., рококо). Від замку і площі Захарія до Старого міста веде доріжка «На плитках». Уздовж неї стоять статуї святих, виконані в стилі бароко в XVIII ст.
- Церква Святої Анни при кладовищі. Бароко, XVI—XVII століття.

## Галерея

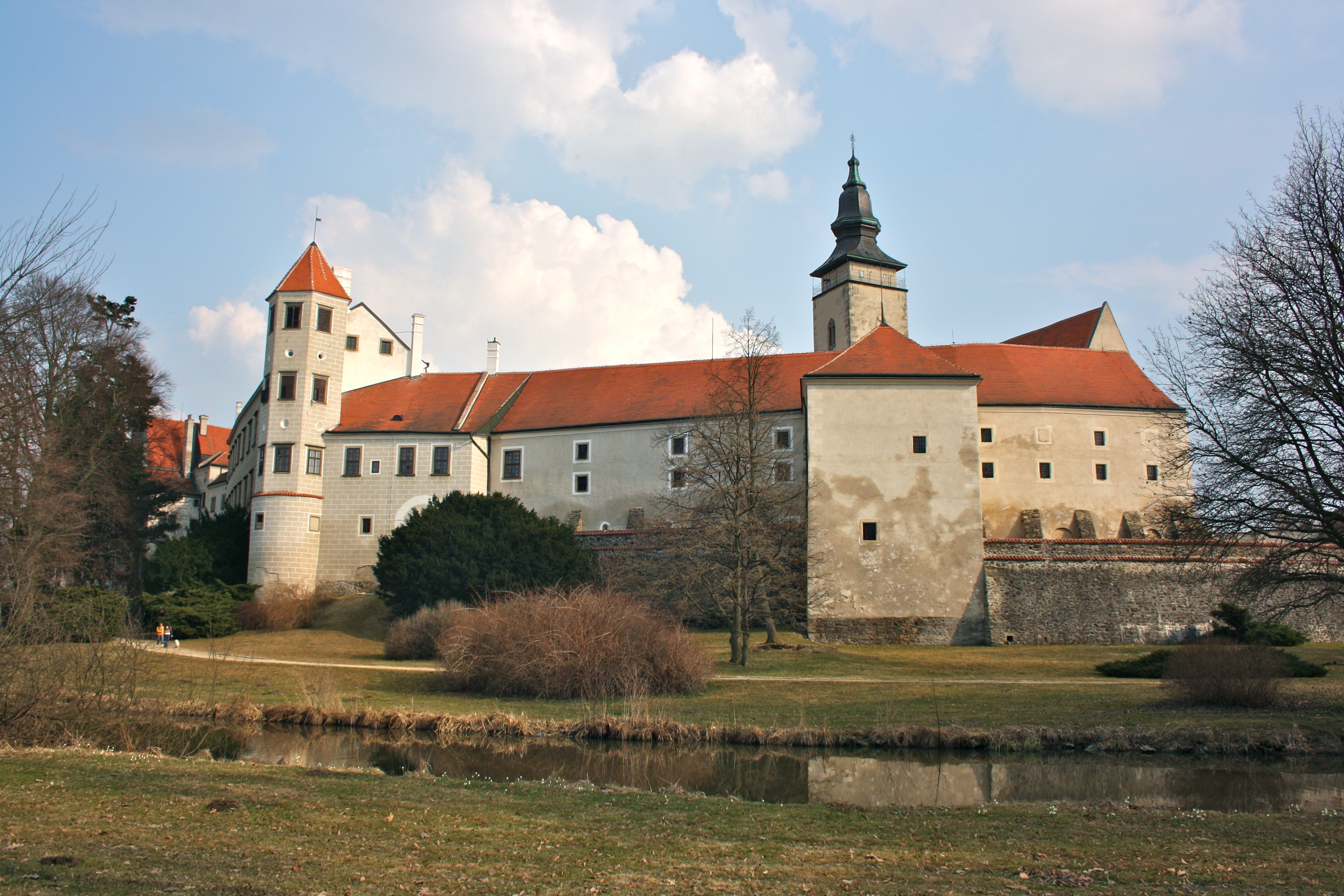
Замок
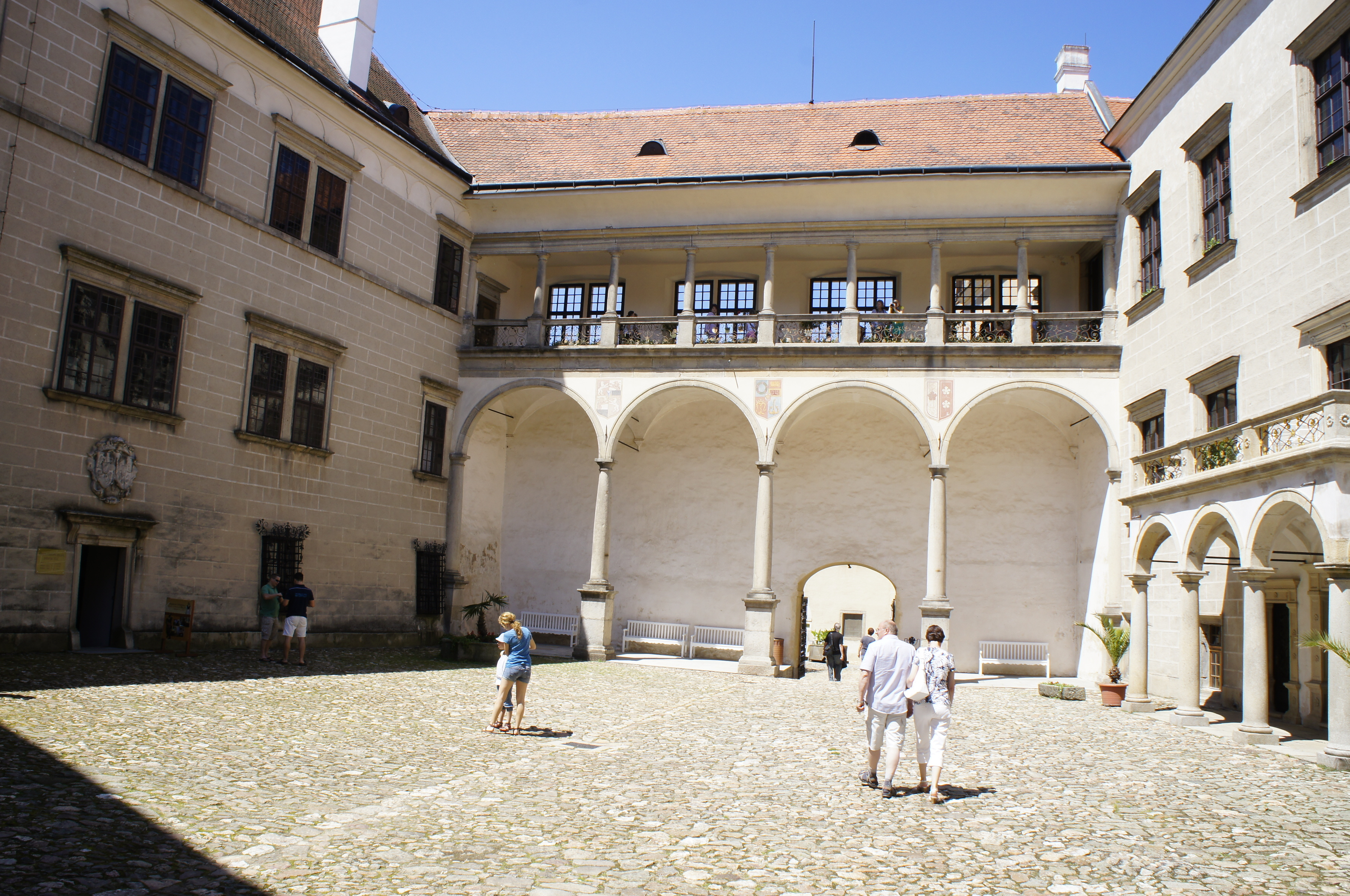
Нижній фонтан зі статуєю св. Маргарити
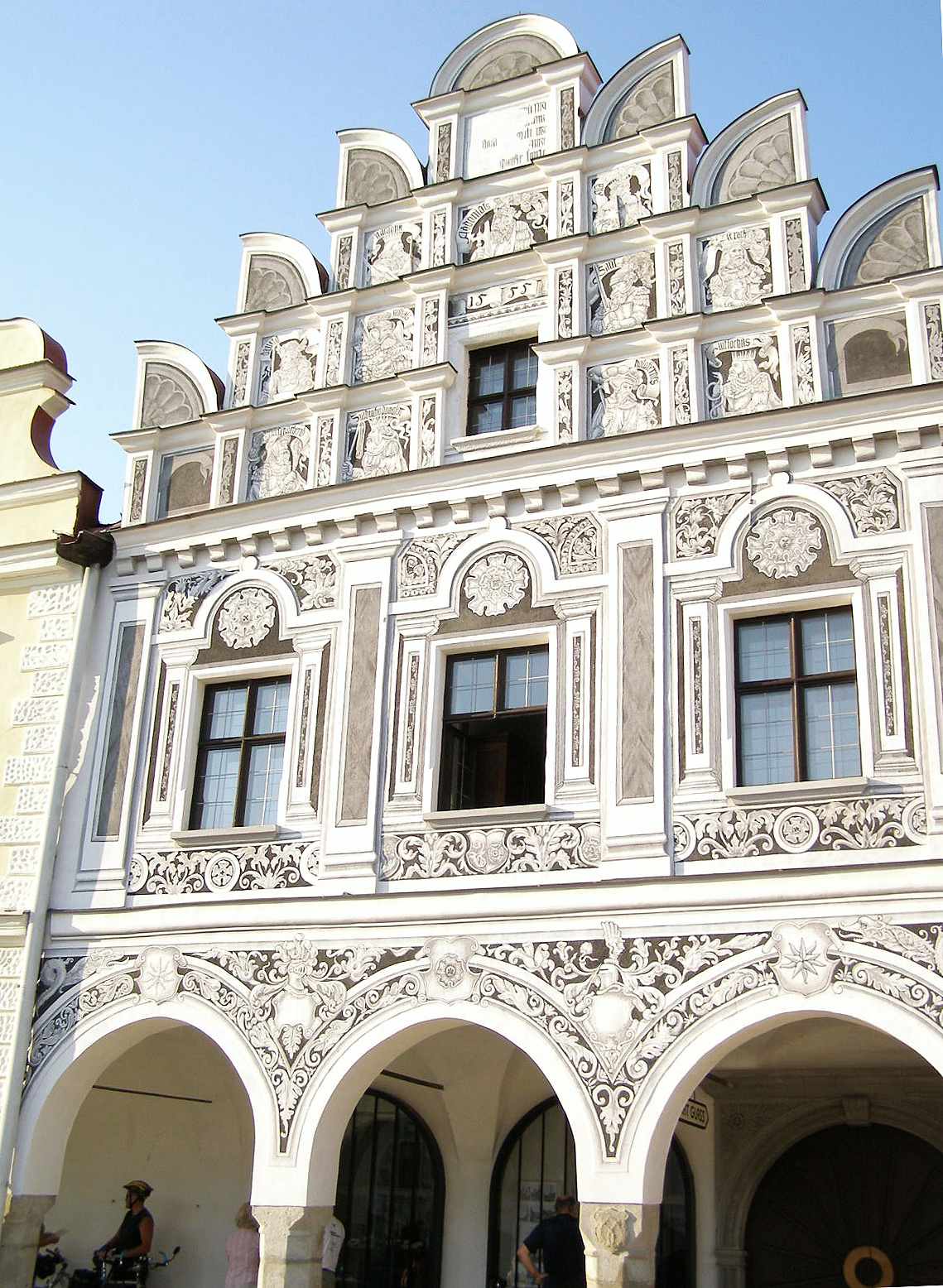
Будинок на Захарієвій площі